# Acta Crystallographica
Acta Crystallographica (Acta Cryst.) — серія рецензованих наукових журналів з кристалографії, які опубліковані Міжнародним союзом кристалографії (IUCr). 

## Загальний опис
Журнал засновано у 1948 році як єдиний журнал під назвою Acta Crystallographica, зараз існує шість незалежних видань Acta Crystallographica:
- Acta Crystallographica Section A: Foundations of Crystallography
- Acta Crystallographica Section B: Structural Science
- Acta Crystallographica Section C: Crystal Structure Communications
- Acta Crystallographica Section D: Biological Crystallography
- Acta Crystallographica Section E: Structure Reports Online
- Acta Crystallographica Section F: Structural Biology and Crystallization Communications

На відміну від інших журналів, Acta Crystallographica E не був включений в Science Citation Index Expanded з березня 2012 року. 

## Індексування
Імпакт-фактор Acta Crystallographica Section A  збільшився з 2,051 у 2008 році до 49,926 у 2009 році, тому що в 2009 році одна стаття  цитувалася набагато вище середнього. Оскільки ця стаття більше не впливає на поточний імпакт-фактор, він знову різко впав.
У 2019 році журнал Acta Crystallographica Section A  мав імпакт-фактор 1,96,  Section B досяг імпакт-фактора 2,048,  для Section C він становив 1,09,  для Section D — 5,266 для Section F — 0,968. 